# Publi (metge)
Publi (en llatí Publius) era un metge romà que Andròmac menciona i que per tant devia viure al segle i aC. Alguns suposen, amb una gran dificultat cronològica, que va ser un dels tutors de Galè basant-se en una cita d'ell mateix. Però sembla que Galè cita les paraules d'Asclepíades Farmació, del qual Publi en podria ser tutor, ja que eren coetanis i, per tant, Galè no parla de si mateix. Utilitza la paraula ὁ καθηγητής (guia, mestre) que se suposa que és una mena de títol honorífic. Marcel Empíric també cita a Publi.